# Прабіс
11°48′ пн. ш. 15°54′ зх. д. / 11.800° пн. ш. 15.900° зх. д.
Прабіс — один з 3 секторів округу Біомбо Гвінеї-Бісау. Населення —  32016 осіб